# Pristimantis rufioculis
Pristimantis rufioculis es una especie de anfibio anuro de la familia Craugastoridae.

## Distribución
Esta especie es endémica del noroeste de Perú. Habita en las regiones de Amazonas y San Martín entre los 1138 y 2180 m de altitud en la Cordillera Central y en la ladera oriental de la Cordillera del Cóndor.
Su presencia es incierta en Ecuador.

## Descripción
El holotipo femenino mide 20,6 mm y el paratipo masculino 18,1 mm.

## Publicación original
- Duellman & Pramuk, 1999 : Frogs of the genus Eleutherodactylus (Anura: Leptodactylidae) in the Andes of northern Peru. Scientific Papers Natural History Museum the University of Kansas, n.º 13, p. 1-78[5]